# Кланис волнистый
Кланис волнистый (лат. Clanis undulosa) — бабочка из семейства бражников (Sphingidae). Единственный представитель субтропического рода в фауне России.

## Описание
Длина переднего крыла самца 55 мм, самки 60 мм. Размах крыльев 100—130 мм. Основной фон крыльев и тела красновато-лиловый. Передние крылья серповидно заострённые на вершине, красновато-коричневые, с лиловым оттенком, более тёмные у основания и в нижней половине. Рисунок на крыльях буро-коричневый, представлен широкими мазками вдоль переднего края, из которых особенно чётко выделяется клиновидный ярко-коричневый мазок у вершины крыла, и более или менее размытыми поперечными перевязями в виде цельных волнистых линий во внутренней половине и разделённых на дуги между жилками в наружной половине крыла.
Задние крылья красновато-коричневые, с лиловым оттенком, более яркие вдоль переднего и заднего краёв, с широким чёрно-бурым пятном у корня и двумя-тремя размытыми волнистыми перевязями в наружной половине.

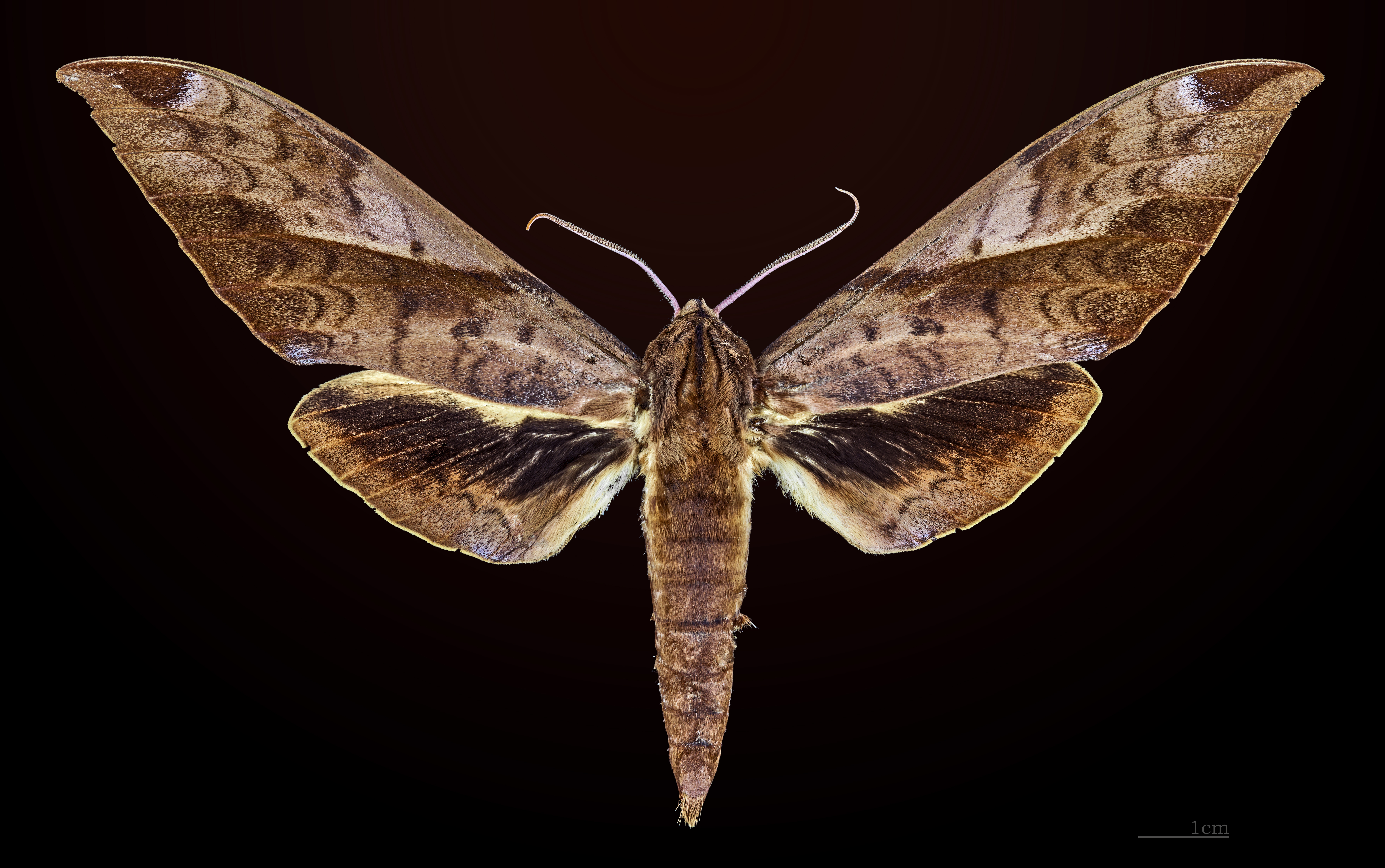
Clanis undulosa ♂
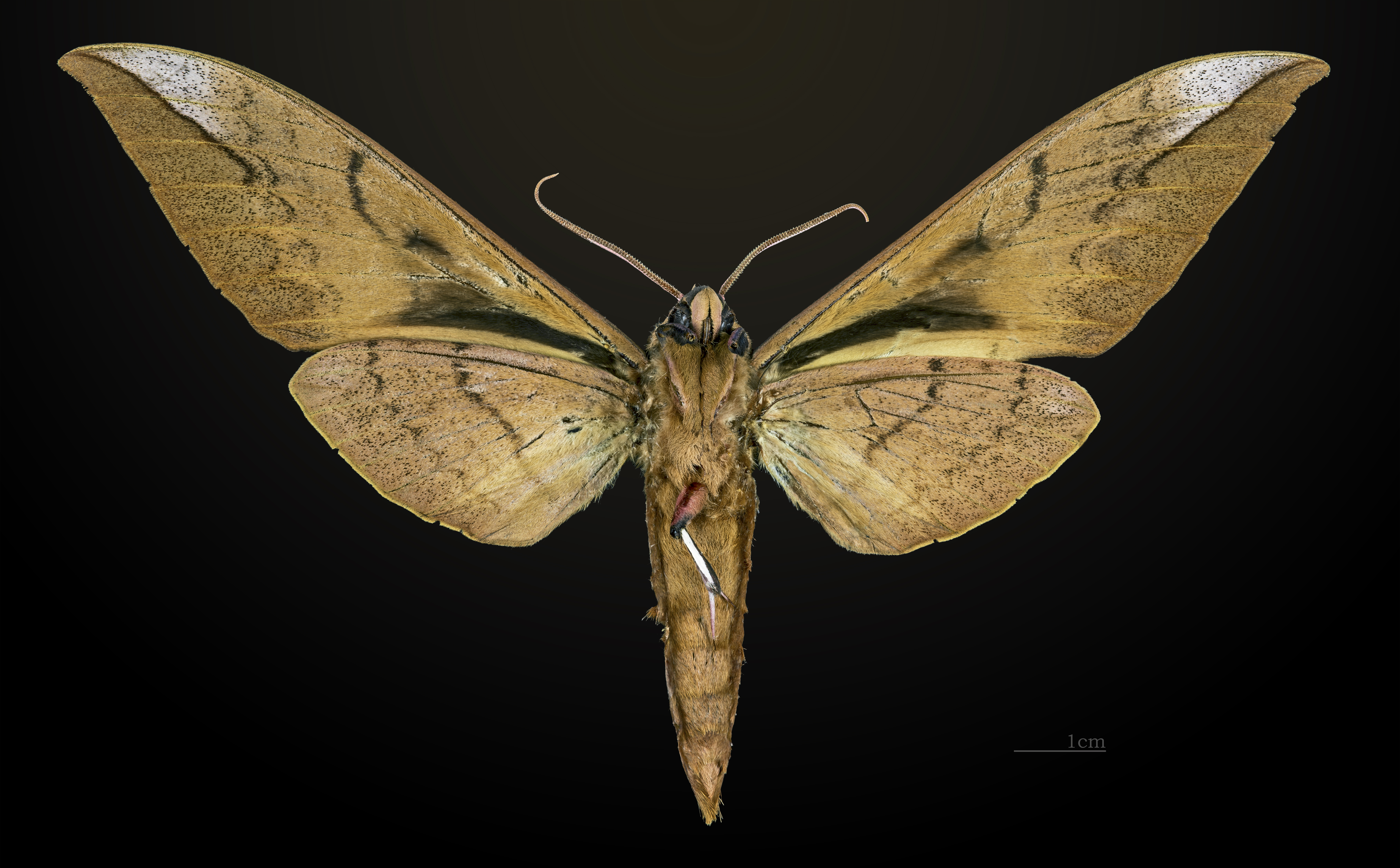
Clanis undulosa ♂  △
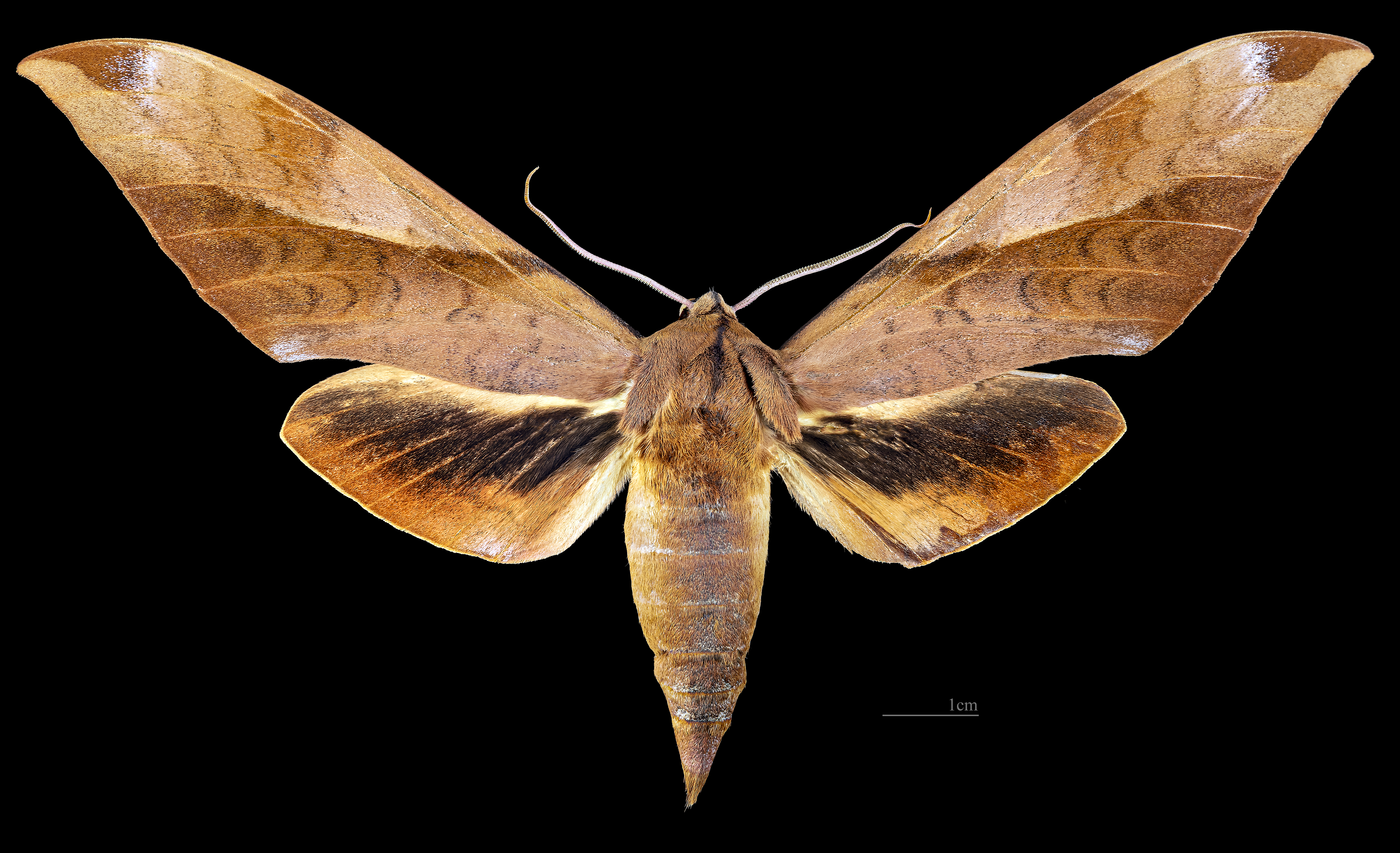
Clanis undulosa   ♀
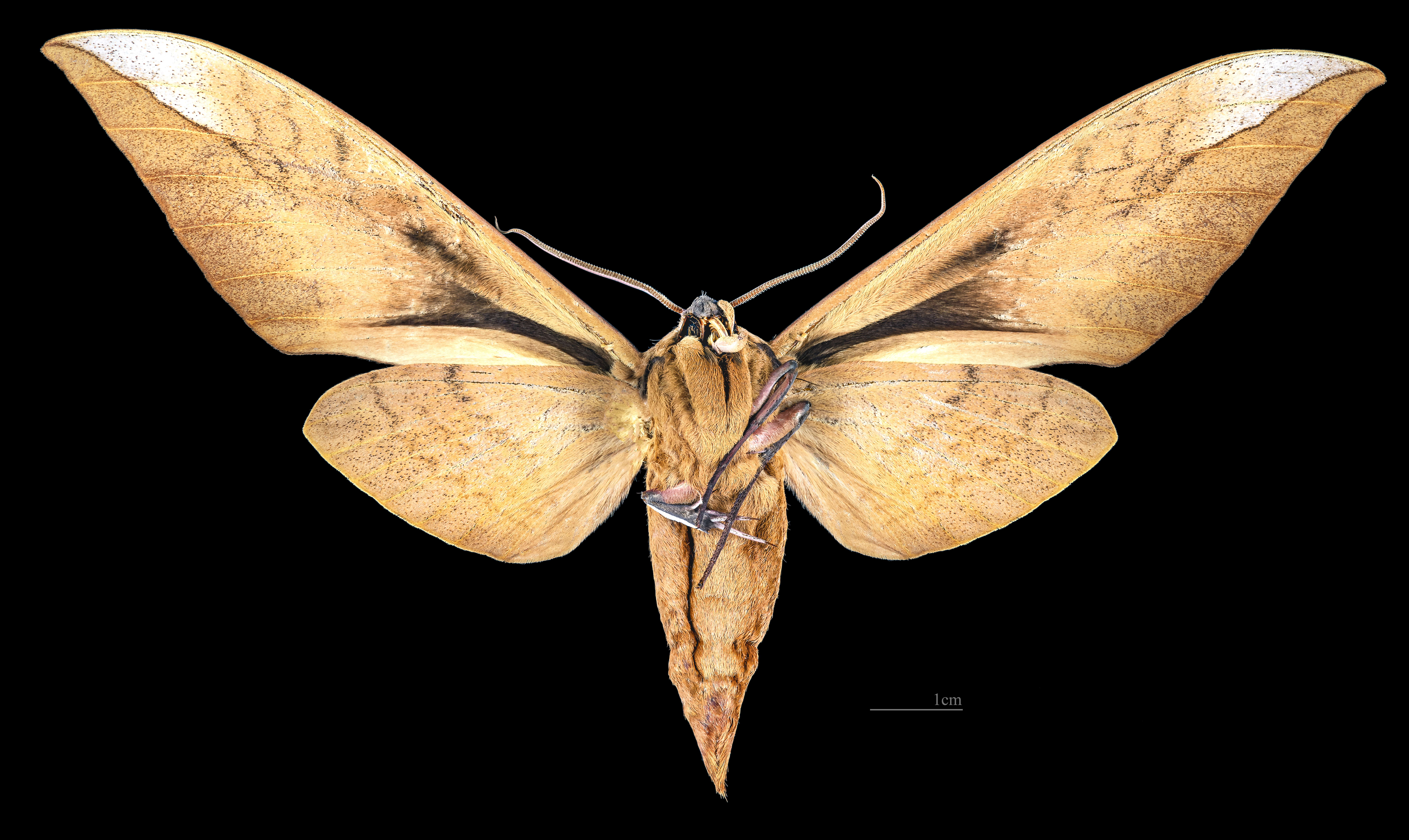
Clanis undulosa   ♀ △

## Ареал
Центральный и восточный и южный Китай, Корейский полуостров, Северная Корея, Южная Корея северный Таиланд, северная Индия. В России встречается на юге Приморского края (Хасанский район), хотя в последние годы существует тенденция к расширению ареала на север. Залёт бабочки известен до Хабаровска.

## История открытия вида на территории России
Впервые в России пойман на острове Фуругельма (Хасанский район Приморского края) А. Велижаниным в июле 1975 года. В конце июля — начале августа 1976 года собран в заповеднике «Кедровая Падь» Ю. А. Чистяковым и эстонскими лепидоптерологами Рубеном и Метсавийром. С середины июля до начала августа 1979 года уже был обычным видом на полуострове Гамова (бухта Витязь), а также в Рязановке (Хасанский район Приморского края). После этих находок ловится на юге Приморского края постоянно.

## Подвиды
- Clanis undulosa gigantea — Китай (Гуандун)

## Местообитания
В России встречается в прибрежных дубравах с преобладанием дуба монгольского или дуба зубчатого и густым подлеском из поросли этих пород и кустарников, также в смешанных чернопихтово-широколиственных лесах.

## Время лёта
На территории России — с середины июля до середины августа. На территории Китая время лёта с июля до сентября. В Северной и Южной Корее — в июле — начале августа.
В отличие от многих других бражников, наиболее активны после полуночи — лёт с 23 часов ночи до 4 часов утра. Приманивается на свет ламп.

## Размножение
Яйцо блестящее, овальной формы, размером около 2×2,5 мм, белого цвета с кремовым оттенком, иногда слегка желтоватое.
Длина гусеницы 80—90 мм. Гусеницы кормятся на растениях рода Леспедеца (семейство бобовые). В Китае — на Lespedeza viatorum.
Длина куколки около 50 мм. Зимует, вероятно, на стадии куколки.

## Численность
Численность специально не изучалась. Вследствие локального распространения на территории России, весьма низкая, подвержена колебаниям. В отдельные годы в местах обитания сравнительно обычен.

## Замечания по охране
Занесён в Красную Книгу России (I категория — находящийся под угрозой исчезновения вид). Охраняется в заповедниках «Кедровая Падь» и Дальневосточном морском.